# セルフコンシステント
セルフコンシステント（英: self-consistent）は、求めるべき解が自分自身を含むような問題、あるいはそのような問題に帰着させる解析手法のことである。得られる解が与えられる解の候補と一致しなければならないためセルフコンシステントとか、自己無撞着とか自己整合などと呼ばれる。撞着とは整合性がなく矛盾することを指し、無撞着であることは矛盾がなく整合することを意味する。多体問題を1体問題に近似させる場合、たとえば量子力学におけるハートリー＝フォック方程式や、統計力学における平均場近似（分子場近似）などはセルフコンシステントな方程式を解く問題としてしばしば取り上げられ、変分問題において重要な概念である。セルフコンシステント方程式の解が厳密に求まる場合はそれほど多くないが、セルフコンシステント方程式に解候補を与え、新たな解候補を作ることによって得られる解候補の列が収束するような場合、適切な解候補を初期値として選ぶことでより良い近似解を得られる。このような方法をセルフコンシステント法と呼ぶ。

## 概要
平均場近似手法を使ってポテンシャルなどを求める場合、当該ポテンシャルを平均場を使って繰り返し計算で求めることになる。この時、平均場自身も当該ポテンシャルによって求められる。求めるべきポテンシャルとそれによって得られる平均場とが最終的に一致するようになった状態を自己無撞着（セルフコンシステント）と言う。